# Väinö Tanner

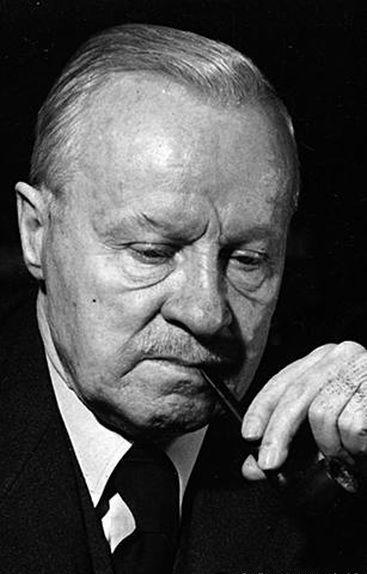
Väinö Tanner (1959)

Väinö Alfred Tanner (* 12. März 1881 in Helsinki; † 19. April 1966 ebenda) war ein finnischer Politiker und Ministerpräsident.

## Herkunft und frühe Jahre
Väinö Tanner wurde am 12. März 1881 geboren und trug damals noch den Familiennamen Thomasson. Sein Vater Gustaf Alfred Thomasson war Bremser bei der finnischen Staatseisenbahn. In Helsinki in einfachen Verhältnissen aufgewachsen, eröffnete sich Väinö im sich rasch entwickelnden finnischen Bildungssystem im Gegensatz zu seinen Eltern die Möglichkeit einer schulischen Ausbildung. Ab 1892 besuchte er das im Vorjahr gegründete Finnische Realgymnasium Helsinki (Helsingin Suomalainen Reaalilyseo), das heutige Ressu-Gymnasium. Er schloss 1900 als Klassenbester das Abitur ab.
Im Jahr 1896 änderte Väinö Thomasson seinen schwedischsprachigen Familiennamen in das finnische Tanner. Seine persönlichen Motive zu diesem Schritt sind unbekannt. Es war jedoch zur damaligen Zeit im Zusammenhang mit den Debatten um die finnische Sprachenpolitik keine Seltenheit, seinen Namen in eine finnische Fassung zu ändern. Zu einem Massenphänomen wurde dies allerdings erst ab 1906. Erst in diesem Jahr nahmen auch Väinös Eltern den Namen Tanner an.
Im Anschluss an das Abitur suchte Tanner eine Weile seinen beruflichen Weg. Zunächst absolvierte er ein Studienjahr an der neu gegründeten Handelsschule (Liikemiesten kauppaopisto). Unter Vermittlung der Schule nahm er im Juni 1901 eine Stelle als Schreiber in einem Großhandelsunternehmen in Tornio in Nordfinnland an. Tanner war jedoch schon bald unzufrieden und kehrte bereits im Oktober nach Helsinki zurück, wo er sich an der Universität Helsinki für ein Studium der Rechtswissenschaften einschrieb. Das Studium nahm jedoch keine Fahrt auf. Stattdessen wirkte er bis zum Sommer 1902 in kurzen Episoden in zwei Handelsunternehmen.
Nachdem Tanner in der Privatwirtschaft nicht glücklich wurde, begann er sich auf Anraten seines ehemaligen Lehrers und späteren Wirtschaftsprofessors Yrjö Jahnsson für das Genossenschaftswesen zu interessieren. Dieses steckte in Finnland noch in den Kinderschuhen. Im Sommer 1902 reiste Tanner nach Hamburg, um sich mit den dortigen Gegebenheiten vertraut zu machen. Er erhielt eine Praktikantenstelle bei der Großeinkaufs-Gesellschaft Deutscher Consumvereine (GEG). Dort gelang es ihm, viele Kontakte zu knüpfen, insbesondere zu Heinrich Kaufmann, der zu Tanners Lehrmeister und Freund wurde. Nach einem Jahr kehrte er im September 1903 in die Heimat zurück.
In Turku wurde er nun Geschäftsführer der Vähäväkisten osuusliike, der größten Konsumgenossenschaft im noch jungen finnischen Genossenschaftswesen. In seiner zweijährigen Amtszeit als Geschäftsführer trieb Tanner die Produktivität der Vähäväkisten osuusliike energisch voran, geriet aber auch immer wieder in Streit mit dem Vorstand über die Schwerpunktsetzung seiner Amtsführung. Die Spannungen wurden durch persönliche Konflikte ebenso verschärft wie durch Unmut darüber, dass Tanner immer wieder nebenbei auch eigene Geschäftsunternehmungen verfolgte. Die Situation kulminierte im September 1905 darin, dass Tanner nach mehreren stürmisch verlaufenen Vollversammlungen der Genossenschaft aus seinem Amt entlassen wurde.

## Laufbahn vor 1917

### Entwicklung zum Sozialisten
In jungen Jahren zeigte Väinö Tanner keine Neigung zu politischer Aktivität. Tanner-Biograph Jaakko Paavolainen schließt aus einer Reihe von Umständen, dass sein ideologischer Standpunkt der Linie der zu jener Zeit gesellschaftlich dominierenden Finnischen Partei entsprach und damit fest in der bestehenden bürgerlichen Gesellschaftsordnung verwurzelt war. Erst während seines Aufenthaltes in Hamburg 1902/03 erfuhr Tanners Weltanschauung einen Umbruch. In der GEG traf er auf zahlreiche sozialistisch gesinnte Arbeitskollegen, wohnte zahlreichen Debatten bei und vertiefte sich in sozialistische Literatur. Väinö Tanner kehrte als Sozialist nach Finnland zurück.
Nach seiner Rückkehr trat Tanner der Sozialdemokratischen Partei Finnlands (Suomen sosialidemokraattinen puolue, SDP) bei – diese war unmittelbar zuvor im August 1903 aus der 1899 gegründeten Arbeiterpartei Finnlands hervorgegangen. Nach seiner Entlassung aus dem Dienst der Vähäväkisten osuusliike verließ Tanner den kaufmännischen Bereich und übernahm eine Stelle als Redakteur bei der in Viipuri ansässigen Zeitung Wiipuri. Dieses Blatt stand der Finnischen Partei nahe, verfügte aber über mehrere sozialistisch gesinnte Redakteure. Als sich im Oktober 1905 die revolutionären Unruhen in Russland zu einem Generalstreik zuspitzten, entsandte die Zeitung Tanner als Berichterstatter nach Sankt Petersburg. Mit seinen umfangreichen Reportagen machte sich Tanner überregional einen Namen. Gleichzeitig stellten die Ereignisse für Tanner eine inspirierende und radikalisierende Erfahrung dar.
Der im August 1906 in Oulu abgehaltene Parteitag der Sozialdemokratischen Partei untersagte es Mitgliedern der Partei, als Redakteure für anderen Parteien zugehörende Zeitungen zu arbeiten. Auf Betreiben seines Kameraden aus der Zeit in Turku, Juho Rainio, sowie des gestandenen Parteipolitikers Eetu Salin trat Tanner im November 1906 in Pori in den Dienst des Parteiorgans Sosialidemokraatti. Mit Salin entwickelte sich ein enger Kontakt bis hin zu einem fast zweimonatigen gemeinsamen Aufenthalt in Salins Landhaus, wo sich dieser von seinem außer Kontrolle geratenen Alkoholkonsum erholen wollte. Die intensiven Gespräche mit Salin, der Vertreter eines reformistischen Sozialismus war, waren für Tanner laut seinen autobiographischen Angaben prägend.

### Erste Jahre im Parlament
Als 1907 zum ersten Mal Wahlen zum reformierten, nur noch aus einer Kammer bestehenden Parlament stattfanden, wurde Tanner im Wahlkreis Pori von der Sozialdemokratischen Partei als Kandidat aufgestellt und erhielt auch ein Mandat. Auch in den Folgejahren, in welchen das Parlament immer wieder aufgelöst und neu gewählt wurde, wurde Tanners Mandat jeweils bestätigt. Erst in den Wahlen Anfang 1911 trat Tanner zunächst nicht mehr zur Wahl an. Während dieser ersten parlamentarischen Periode Tanners nahm der junge Abgeordnete politisch noch keine profilierte Stellung ein. Aufgrund seiner im Vergleich zu den anderen Mitgliedern der Fraktion überdurchschnittlichen Schulbildung wurde er aber von Anfang an in die formell gehobene Stellung des Fraktionssekretärs gewählt.
Bereits in dieser Zeit traten für die sozialdemokratische Politik ideologische Grundsatzdebatten zutage, in denen sich die spätere Spaltung der Arbeiterbewegung abzeichnete. Zum einen stellte sich die Frage, ob es die sozialistische Ideologie des Klassenkampfes überhaupt zulässt, am bürgerlich-parlamentarischen System teilzunehmen und beispielsweise der bürgerlichen Regierung Steuern zu bewilligen. Zum anderen stellte die nationale Frage die Partei vor Sonderprobleme. Finnland war seit 1809 ein mit weitgehender Autonomie ausgestattetes Großfürstentum unter der Krone des russischen Zaren. Seit dem Ende des 19. Jahrhunderts unternahm die Krone jedoch zunehmende Versuche, Verwaltung und Gesetzgebung des Reiches zu vereinheitlichen. Die politischen Parteien Finnlands waren sich weitgehend einig, dass diese Versuche, die um 1910 einen neuen Höhepunkt erreichten, mit der verbürgten Verfassung Finnlands nicht vereinbar sei. Für die Sozialdemokraten war es aber problematisch, in der Verteidigung der nationalen Rechte des Landes gemeinsam mit den bürgerlichen Parteien des Klassenfeindes aufzutreten.
Während Tanner zu seiner Hamburger Zeit nach Einschätzung seines Biographen Paavolainen zu den Anhängern des von Karl Kautsky vertretenen orthodoxen Marxismus zählte und auch seine Reden stets marxistisch-ideologisch unterfütterte, neigte er in der Praxis zu einer pragmatischen Zusammenarbeit über Parteigrenzen hinweg. Auch wenn er sich selbst nie zu einem solchen erklärte, wurde er daher bald allgemein als Revisionist angesehen. Dies umso mehr, als Tanner am 2. März 1910 zum ersten stellvertretenden Parlamentspräsidenten gewählt wurde. War schon die Annahme dieses Amts aus orthodoxer Sicht Verdacht erregend, führte es zu einem kleinen öffentlichen Aufruhr, dass sich Tanner für die Wahlzeremonie respektvoll in einen Cutaway kleidete. Dies veranlasste Tanners orthodoxe Sozialisten zu spöttischen Artikeln in der Parteipresse, was wiederum Väinö Tanner erstmals auch die Aufmerksamkeit der bürgerlichen Presse bescherte. So schrieb die Zeitung Uusi Suometar:

„…wählten Sie in das Amt Herrn Tanner, der die Veranstaltung ehrte, indem er sich in einen bürgerlichen Gehrock kleidete, und für diese Missachtung der sozialistischen Ungehobeltheit eine Beanstandung im Työmies erhielt.“

### Rechtsanwalt und Genossenschaftsführer
Nach seiner Rückkehr nach Helsinki verschrieb sich Tanner erneut auch dem Genossenschaftswesen. 1909 wurde er in den Aufsichtsrat des Zentralverbandes der finnischen Konsumgenossenschaften (Suomen osuuskauppojen keskuskunta, SOK) gewählt und führte dort mehrere Jahre den Vorsitz. Jahrelanger Streit um die ideologische Ausrichtung des Genossenschaftswesens führte 1915 zur Spaltung des Zentralverbandes. Tanner wurde ab 1916 Aufsichtsratsvorsitzender des neu gegründeten, der Sozialdemokratischen Partei nahestehenden Zentralverbandes der Verbrauchergenossenschaften (Kulutusosuuskuntien keskusliitto, KK). In diesem Amt verblieb er, abgesehen von einer dreijährigen Pause ab 1946, bis ins Jahr 1964.
Seinen Lebensunterhalt verdiente Tanner von 1910 bis 1911 als Sekretär des Aufsichtsrates im Dienste der 1905 in Helsinki gegründeten Elanto, die bereits zu diesem Zeitpunkt die größte Konsumgenossenschaft des Landes war. Ab 1910 nahm er auch seine rechtswissenschaftlichen Studien wieder auf und schloss diese 1911 ab. Im Herbst nahm er eine Stelle als Rechtsanwalt bei einer Kanzlei in Sortavala an. Im Herbst 1913 kehrte er nach Helsinki zurück und eröffnete dort eine eigene Rechtsanwaltskanzlei.

## Politische Laufbahn

### Landtagsabgeordneter und Unabhängigkeit Finnlands
Seine politische Laufbahn begann er 1907 mit der Wahl in das Finnische Parlament. Dort vertrat er die Interessen der neu gegründeten Sozialdemokratischen Partei Finnlands (SDP). Von 1918 bis 1926 war er erstmals Vorsitzender der SDP.
Im April 1920 wurde er zum Vertreter der finnischen Interessen in Bukarest ernannt, wenige Tage später erfolgte die diplomatische Anerkennung Finnlands durch Rumänien. Tanner blieb Gesandter in Bukarest, bis die Gesandtschaft 1922 aus Kostengründen geschlossen wurde. 1920 bis 1923 fungierte er auch als finnischer Botschafter in der Türkei mit Sitz in Bukarest.

### Ministerpräsident 1926 bis 1927
Tanner wurde am 13. Dezember 1926 als Nachfolger von Kyösti Kallio Ministerpräsident einer sozialdemokratischen Koalitionsregierung. Das Amt des Ministerpräsidenten behielt er bis zu seiner Ablösung durch Juho Sunila am 17. Dezember 1927 inne.

### Minister während des Zweiten Weltkrieges
Zwischen 1937 und 1944 hatte er dann mehrere Ministerämter inne.
Zunächst war er von März 1937 bis Dezember 1939 Finanzminister im dritten Kabinett von Aimo Cajander. In dieser Funktion war er Mitglied der Delegation zur Vermeidung eines Krieges mit der Sowjetunion. Allerdings konnte der Krieg nicht vermieden werden. Am 30. November 1939 begann der Finnisch-Sowjetische Winterkrieg nach dem Einmarsch von Truppen der Roten Armee. Danach war er bis März 1940 Außenminister im Kabinett von Risto Ryti. Am 13. März 1940 musste Finnland aufgrund seiner Niederlage im Winterkrieg große Teile von Karelien an die Sowjetunion abtreten. Anschließend war er für kurze Zeit Versorgungsminister sowie bis 1942 Handelsminister.
Nach dem Überfall des Deutschen Reichs auf die Sowjetunion am 22. Juni 1941 kämpfte Finnland mit Unterstützung der deutschen Wehrmacht gegen die Rote Armee im Fortsetzungskrieg.
Von Mai 1942 bis August 1944 war er schließlich erneut Finanzminister in den Kabinetten von Johan Wilhelm Rangell und Edwin Linkomies.

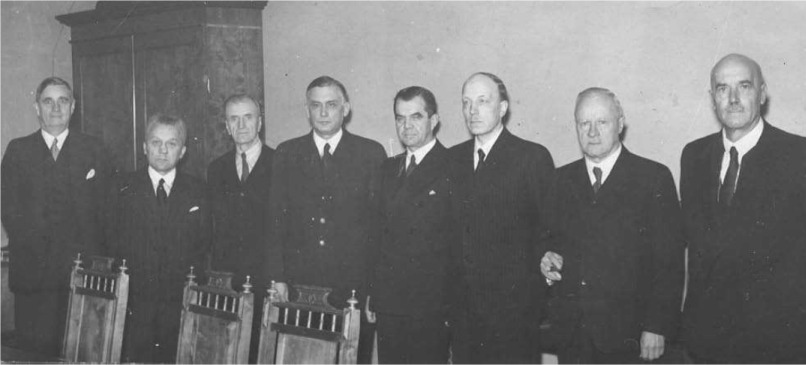
Von der Sowjetunion verurteilte finnische Führungspolitiker, Tanner 2. v.r.

### Nachkriegszeit, Verurteilung und Parteivorsitzender
Nach dem Waffenstillstand zwischen Finnland und der Sowjetunion am 19. September 1944 wurde Tanner von der sowjetischen Führung als Kollaborateur angesehen und gehörte anschließend keiner Regierung mehr an. Im Prozess gegen die Verantwortlichen des Fortsetzungskrieges von November 1945 bis Februar 1946 wurde Tanner zu fünfeinhalb Jahren Freiheitsstrafe verurteilt. 1948 wurde er im Rahmen einer Amnestie freigelassen.
1951 wurde er zum Abgeordneten des Reichstages gewählt. 1957 erfolgte seine erneute Wahl zum Vorsitzenden der SDP. In dieser Funktion unterdrückte er den sowjettreuen linken Flügel der SDP und leitete einen pro-westlich und anti-sowjetischen Kurs seiner Partei ein. 1963 trat er als Parteivorsitzender zurück.